# Acropora ridzwani
Acropora ridzwani е вид корал от семейство Acroporidae.

## Разпространение
Видът е разпространен в Малайзия и Филипини.

## Описание
Популацията на вида е намаляваща.